# Duda
För andra betydelser, se Duda (olika betydelser).
Sérgio Paulo Barbosa Valente, född 27 juni 1980 i Porto, känd som Duda (Portugisiskt uttal: [ˈduðɐ]), är en portugisisk fotbollsspelare som hade spelat över 300 matcher för Málaga CF när han avslutade karriären sommaren 2017.
Hans seniorlandslagsdebut för Portugal kom den 2 juni 2007 i en 1–2-vinst över Belgien.